# Gina María Villacís
Gina María Villacís (Manta, Ecuador, 1956) es una artista ecuatoriana, que se desenvuelve en el área de pintura y la escultura. A lo largo de su vida artística ha recibido menciones y premios de arte, y está posicionada como una de las escultoras contemporáneas más importantes de Ecuador. Complementó su natural sensibilidad artística con estudios de arte en la Universidad Central del Ecuador donde obtuvo la especialización en pintura y escultura. Ha recibido importantes menciones y premios artísticos, está posicionada como una de las mejores escultoras contemporáneas.
Actualmente es maestra artesana en cerámica. Participó en el primer congreso mundial de alfabetización desarrollado  en Cuba.
Su reconocida trayectoria le ha permitido estar incluida en el nuevo diccionario crítico de artistas plásticos del Ecuador del siglo XX del autor Hernán Rodríguez Castelo. 

## Primeros años
Gina María Villacís nació en Manta, provincia de Manabí, Ecuador, en 1956.
Realizó sus estudios artísticos en la Universidad Central del Ecuador, donde obtuvo la licenciatura en artes, especialización en pintura y escultura. Actualmente es maestra artesana en cerámica. Participó en el primer congreso mundial de alfabetización desarrollado  en Cuba.

## Carrera artística

### Exposiciones
En 2007 realizó la muestra "Memorias del Corazón", en el Banco Central del Ecuador de la ciudad de Bahía de Caráquezy en el Museo Centro Cultural Manta, donde presentó su obra con 18 esculturas modeladas en arcilla, figuras donde la artista quiso expresar la fusión entre el cuerpo y el alma humana.
Su trayectoria está incluida en el “Nuevo diccionario crítico de artistas plásticos del Ecuador del siglo XX" de Rodríguez Casteló. Su fructífera trayectoria incluye diversas menciones entre las que se destacan premios como: Única de Escultura en el Salón Mariano Aguilera (1984 y 1987), y el Diploma de Honor concedido por la Universidad Central por su labor artística en 1986.

### Docencia
Se ha dedicado a la enseñanza como maestra artesana en cerámica en la Escuela Politécnica del Ejército en Ecuador. También fue parte del primer congreso mundial de alfabetización que se realizó en Cuba. Gina María ha sido un icono dentro del ámbito artístico ecuatoriano principalmente por abrir campo al arte de mujeres ecuatorianas, ya que hace 30 años el campo artístico daba mayor apertura al género masculino. 

### Premios y reconocimientos
“La expresión escultórica de Gina María Villacís está en la dirección de la simplicidad- plásticamente sugestiva, grávida de sentido-. En la escultura ecuatoriana nadie ha tenido una fidelidad tan lúcida, tan coherente con esa poética y esa retórica”, afirma Hernán Rodríguez Castelo. El trabajo que presenta en Bahía de Caráquez se centra en la figura humana, figuras sinuosas que transmiten la sensualidad y los sentimientos. Gina María trabaja la arcilla con formas simples.
Obtuvo la Mención Única de Escultura en el Salón Mariano Aguilera.
Villacís está incluida en el nuevo diccionario crítico de artistas plásticos del Ecuador del siglo XX del autor Hernán Rodríguez Castelo, por su trayectoria en el arte. Su trayectoria está incluida en el “Nuevo diccionario crítico de artistas plásticos del Ecuador del siglo XX" de Rodríguez Casteló. Su fructífera trayectoria incluye diversas menciones entre las que se destacan premios como: Única de Escultura en el Salón Mariano Aguilera (1984 y 1987), y el Diploma de Honor concedido por la Universidad Central por su labor artística en 1986.